# ユーロメッド

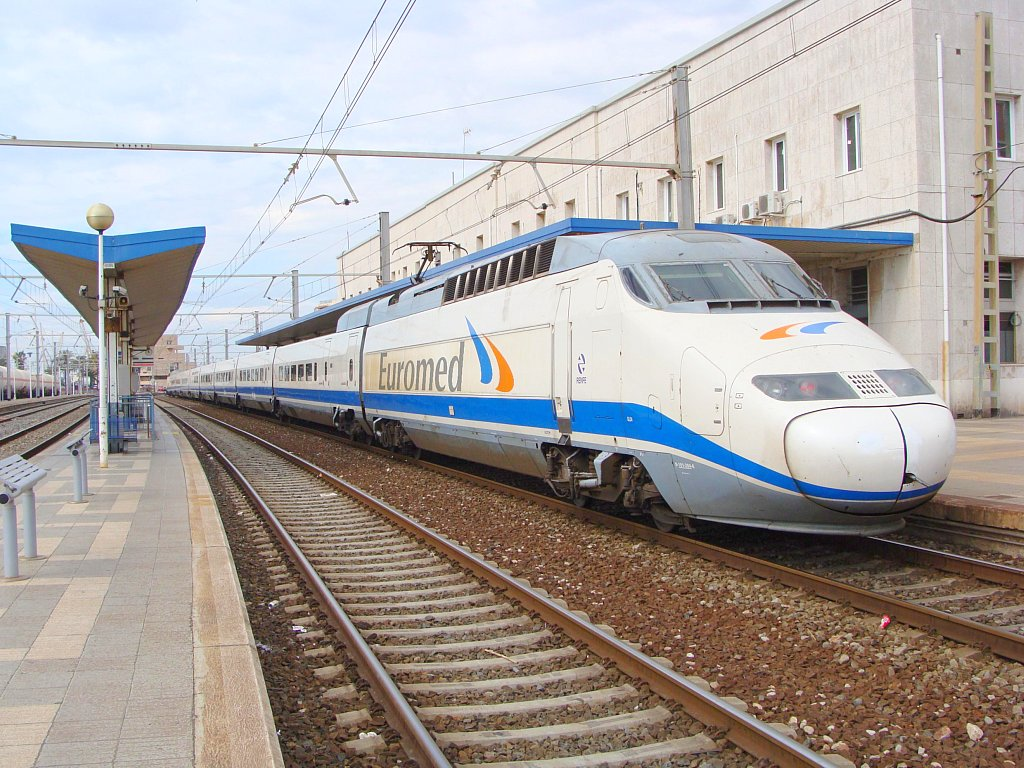
ユーロメッド

ユーロメッド（Euromed、スペイン語での発音はエウロメッ）は、スペインの鉄道会社レンフェが運行している高速列車である。スペイン第2の都市バルセロナと地中海沿岸のバレンシア及びアリカンテの523kmを結ぶ。

## 概要

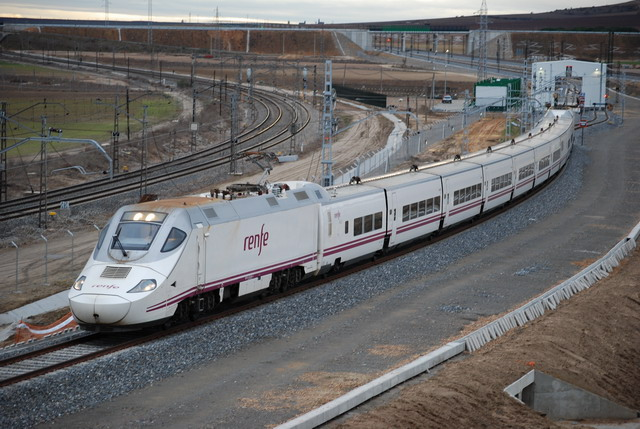
2009年より運行開始したレンフェ130系

ユーロメッドは標準軌のAVEで運行されている、100系に1668mmの広軌用台車を装備した、101系により運行されている。AVEとは異なり在来路線で運行されるため、電気方式も従来のものに合わせて直流3,000Vに対応している。ユーロメッド用の車両はアルストムにより6編成製造された。運行開始は1997年6月16日からで、通常は最高速度220km/hで営業運転を行っているが、試験走行では最高250km/hを記録した。

## 編成
編成構造はAVEの100系と同じく、2両の電気機関車が客車を挟むものである。2009年には130系による運行に置き換えられ、101系は標準軌の台車に履き替えられ100系AVEとして他線区で運用している。2019年末にはバルセロナとタラゴナ間の走行区間が高速新線に変更される見込みである。

## 事故

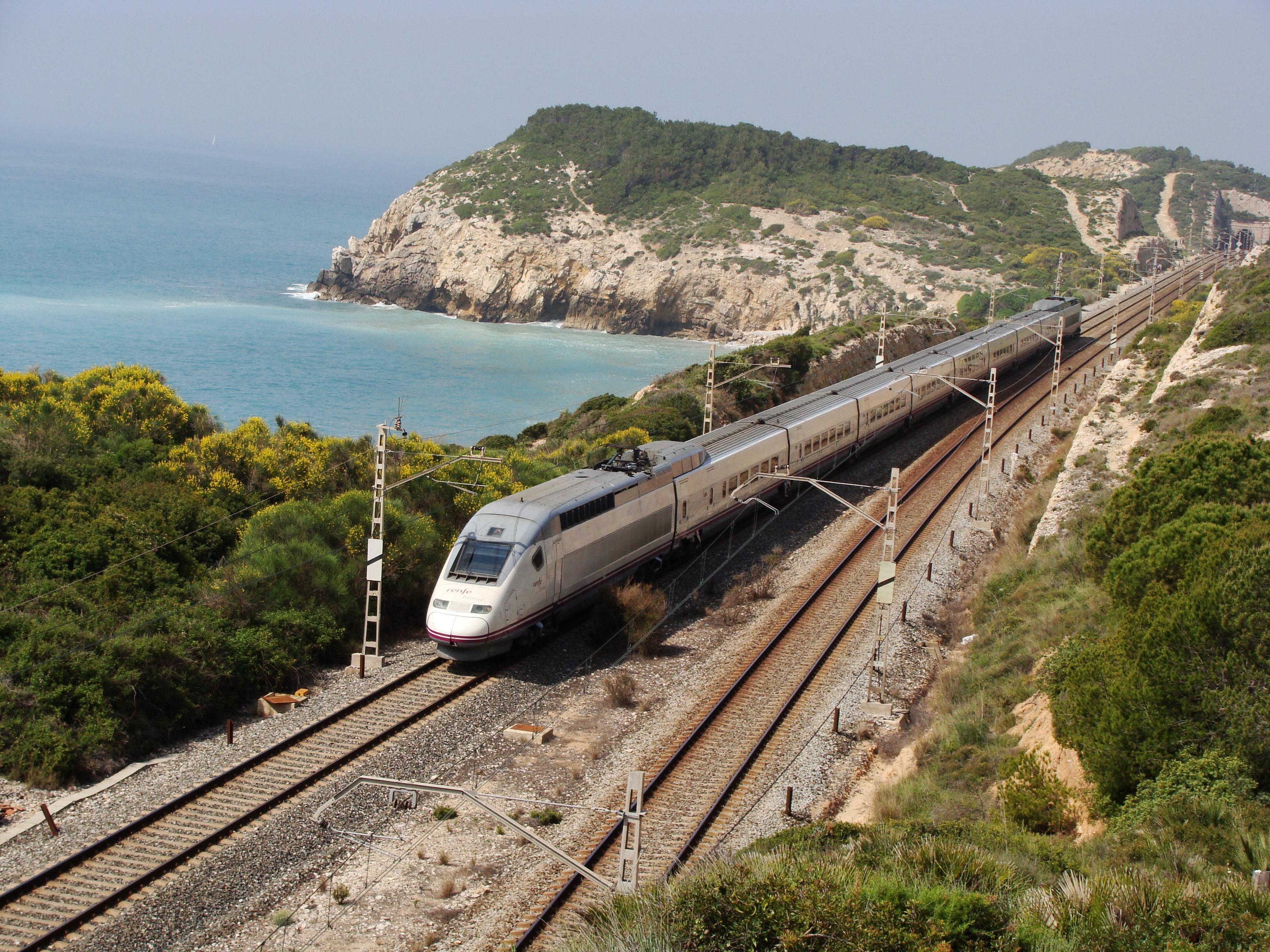
事故で大破した機関車の代替として製造された新しい機関車

ユーロメッドは2002年3月30日に普通列車と衝突事故を起こし、2人が死亡して90人が負傷した。この事故で大破した機関車1両の代替に製造された新しい機関車はTGV POSタイプの外観に変更されている。